# 구도촌 (시즈오카현)
구도촌(일본어: 久努村)은 일본 시즈오카현의 서부, 이와타군에 속했던 촌이다. 현재의 후쿠로이시에 해당한다.

## 역사
- 1889년 4월 1일 - 정촌제 시행에 의해 야마나군 구도촌이 성립하였다.
- 1896년 4월 1일 - 군 개편에 의해 이와타군으로 변경되었다.
- 1952년 4월 1일 - 구 후쿠로이정과 합병해, 새로운 후코로이정이 성립하여, 동일 구도촌은 폐지되었다.

## 교통

### 도로
- 국도 제1호선

## 참고 문헌
- 角川日本地名大辞典編纂委員会,『角川日本地名大辞典 22 静岡県』, 角川書店, 1978年, ISBN 4040012208